# 三菱・エクスフォース
エクスフォース（英: Xforce）は、三菱自動車が2023年から製造している小型クロスオーバーSUVである。中南米とアフリカの一部市場ではアウトランダースポーツ（英: Outlander Sport）として販売されている。

## 概要
エクスパンダーと同じプラットフォーム上に構築され、最新の三菱自動車のデザイン言語をフロントに使用しており、「ダイナミックシールド」テーマの最新の進化形となっている。東南アジアの道路で乗り心地を高めるために足回りが特別に調整されており、フロントサスペンションに大きなキャスタートレイルとより速いOAギア比を使用し、リアショックアブソーバーの直径を大きくしている。アクティブヨーコントロール（AYC）が標準装備される。また、モデルによってノーマル、ウェット、グラベル、マッドの4つの運転モードがあり、ウェットモードは三菱自動車のモデルでは初搭載となる。
車両の生産は2023年10月にインドネシアのMMKI工場で開始された。輸出は2024年2月にASEAN諸国から開始され、その後、南アジア、中東、アフリカ、中米などの他の市場にも輸出されている。

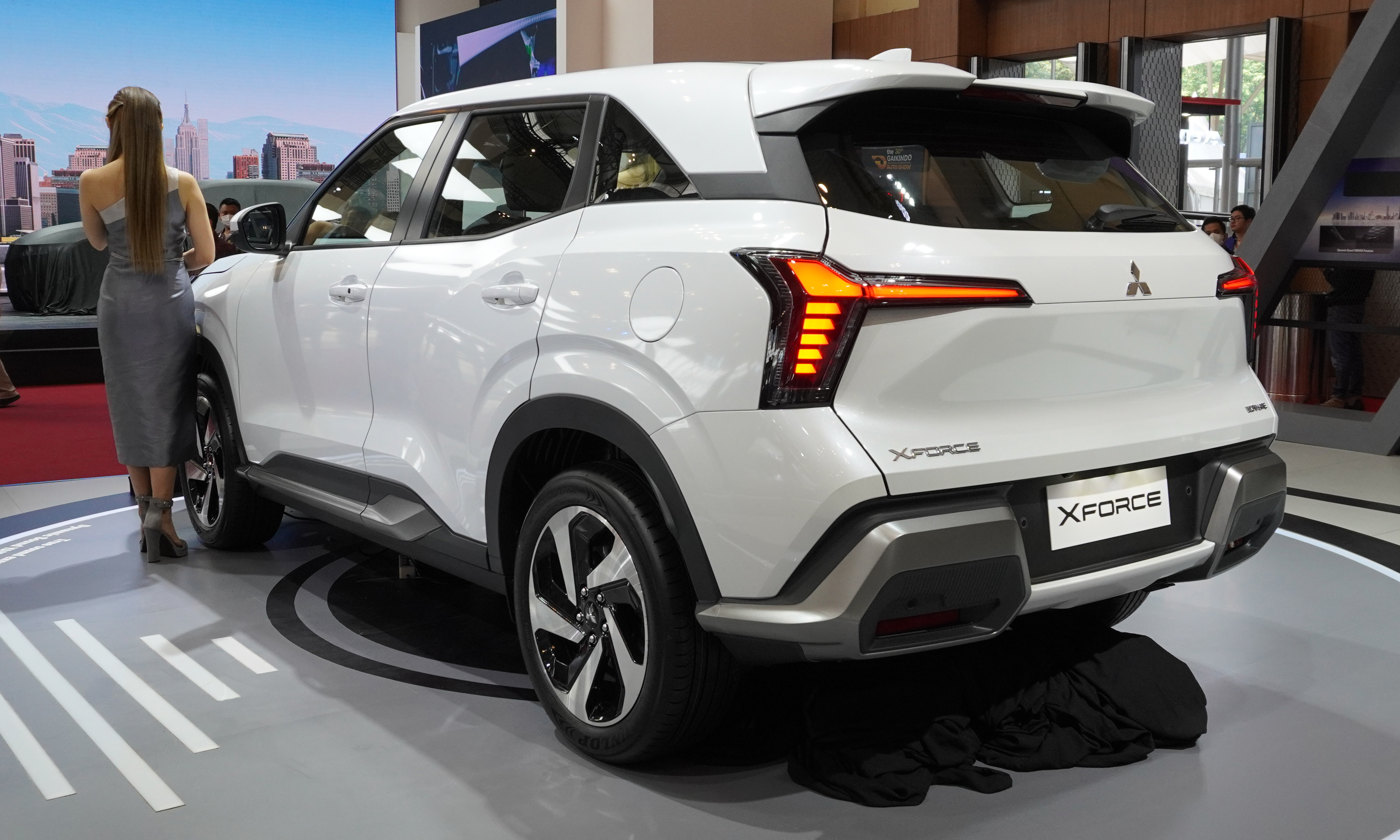
リア
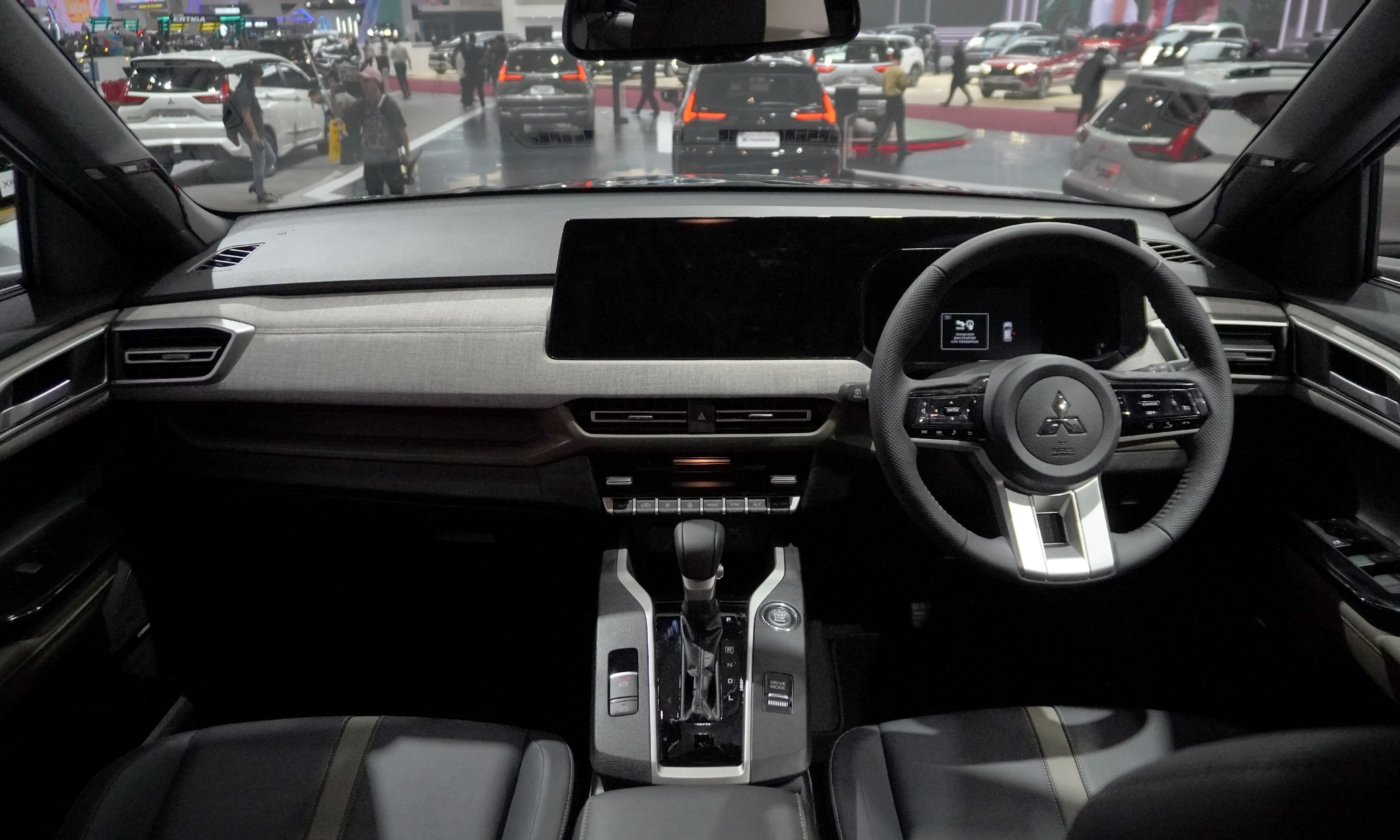
インテリア
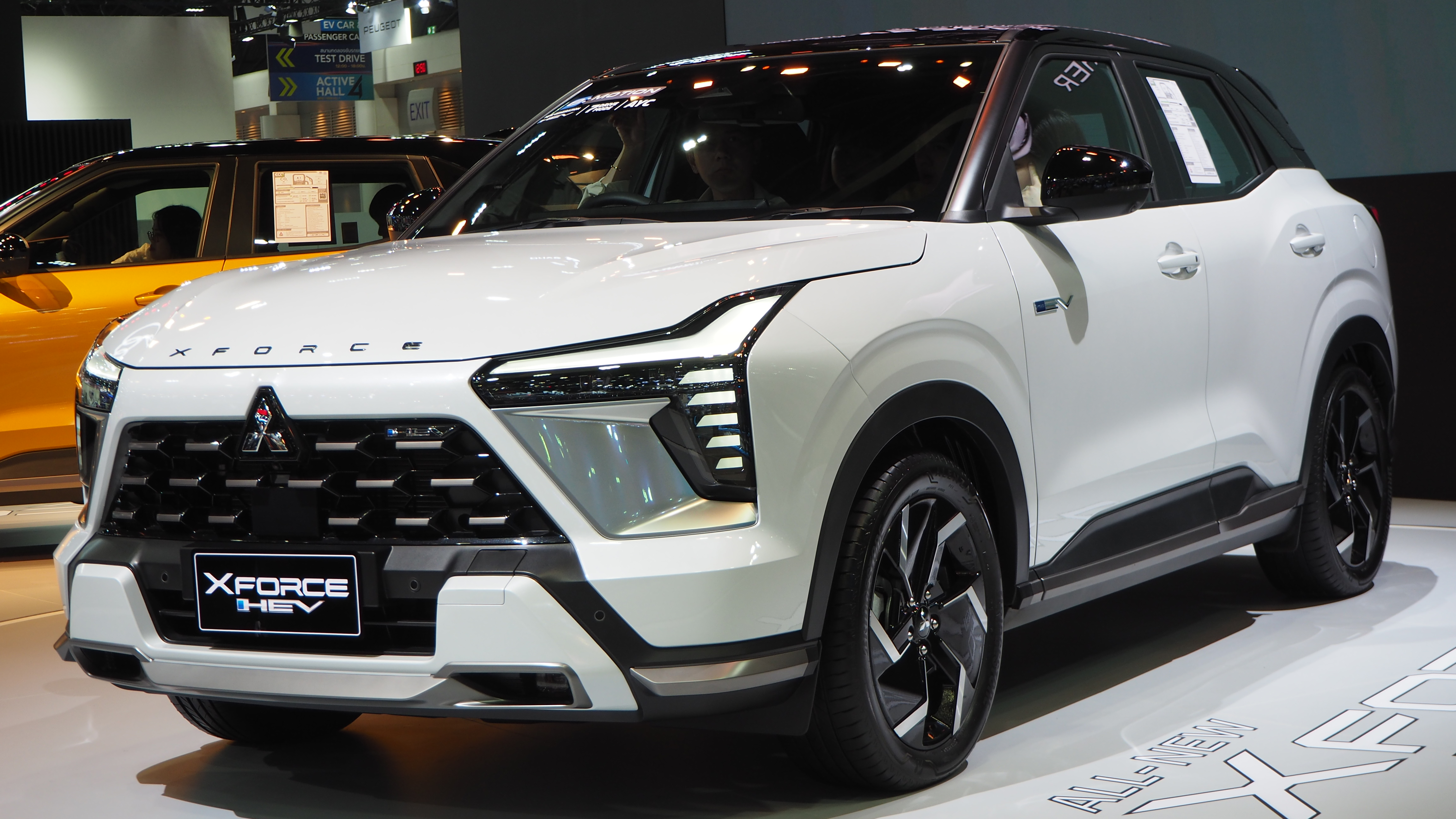
エクスフォースHEV
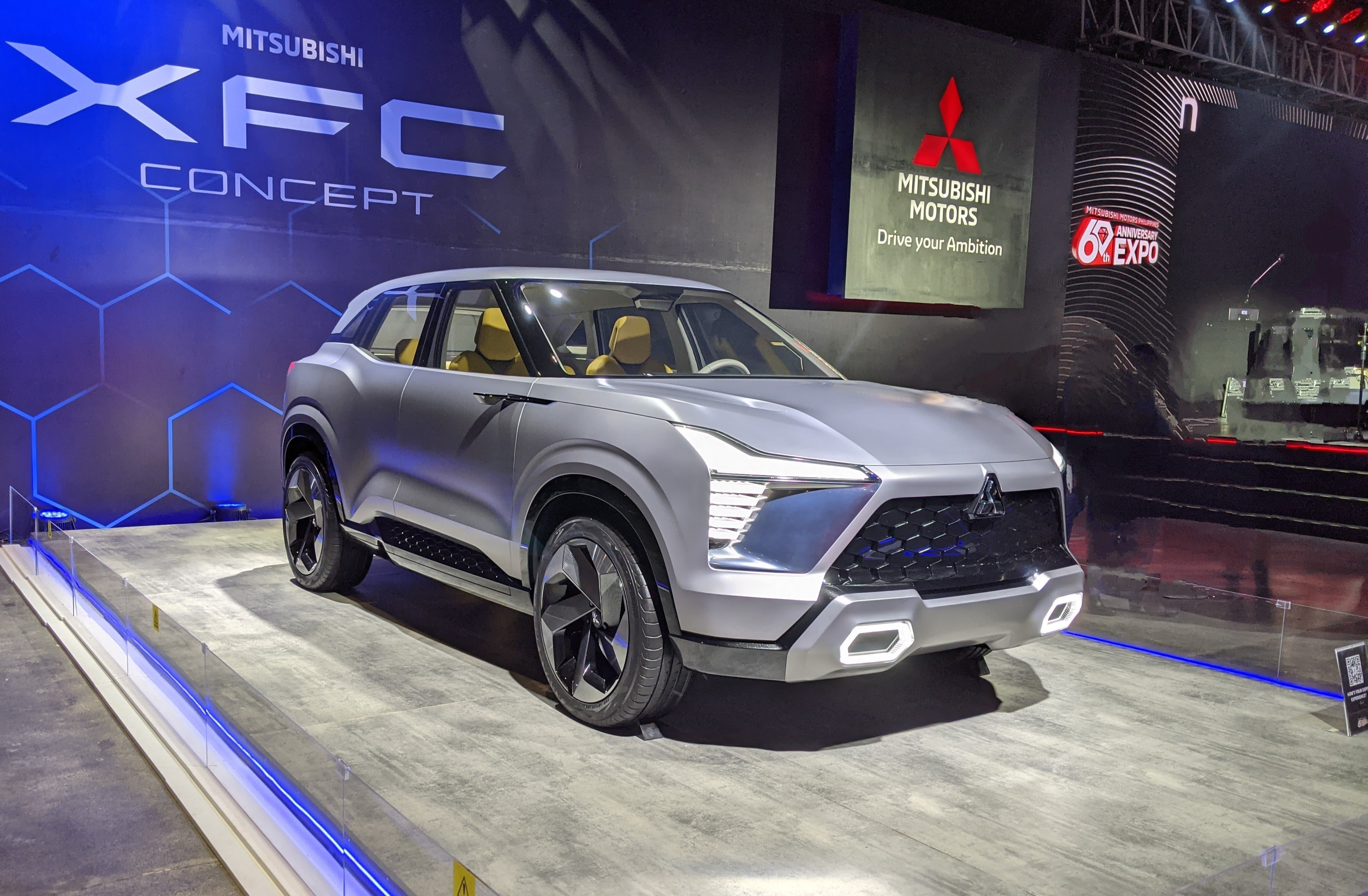
XFC Concept（コンセプトカー）

## 沿革
2023年8月10日
インドネシアで世界初披露。
2023年10月5日
デリカミニ、トライトンと共に2023年度グッドデザイン賞を受賞したと発表。
2023年10月12日
VMARKベトナム・デザイン・アワード2023を受賞したと発表。
2024年1月10日
ベトナムで販売を開始した。
2024年3月6日
トライトンと共に2024年度iFデザイン賞を受賞したと発表。
2024年8月6日
ASEAN NCAP 2024で最高評価の5つ星を獲得したと発表。
2025年3月20日
エクスフォースのハイブリッド車をタイで世界初披露。生産はMMTh工場で実施。
2025年4月11日
エクスフォースのハイブリッド車の出荷を開始したと発表。